# Ruta de Nueva Jersey 4
La Ruta 4 es una carretera estatal en Nueva Jersey. La ruta es 10.83-millas (17.43 km) de longitud y va de Ruta de Nueva Jersey 20 en Paterson, Condado de Passaic este a Interestatal 95, New Jersey Turnpike, U.S. Route 1/9, U.S. Route 46, y U.S. Route 9W en Fort Lee, Condado de Bergen.